# Sonet 34 (William Szekspir)

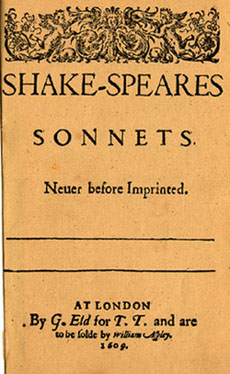
Strona tytułowa pierwszego wydania sonetów Shakespeare’a

Sonet 34 (Czemu tak piękny dzień mi obiecałeś) – jeden z cyklu sonetów autorstwa Williama Shakespeare’a. Po raz pierwszy został opublikowany w 1609 roku.

## Treść
Utwór ten, który – podobnie jak sonet 33 wykorzystuje motyw przyrody, opisuje złe uczynki tajemniczego młodzieńca, które jednak wynagrodzić może jego miłość.